# Blatnice, Třebíč
Blatnice là một làng thuộc huyện Třebíč, vùng Vysočina, Cộng hòa Séc.